# 邊界層分離

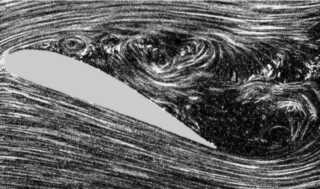
高迎角機翼出現氣流的邊界層分離現象

邊界層分離是一種流體的現象，是指原本緊貼物體表面流動的邊界層脫離物體表面。
當固體在流體中運動（或是一靜止固體放在運動的流體中），由於黏滯力的作用，在靠近固體表面的流體會出現邊界層。依照局部流場的雷諾數不同，邊界層內的流體可分為層流或是紊流。
若邊界層受到逆压梯度的影響，使得邊界層相對物體的速度漸漸下降，甚至接近0，此時就會出現邊界層分離的現象。此時流體的流動脫離物體的表面，會產生渦流及渦旋。在空氣動力學中，邊界層分離會使得阻力上昇，特別是因為位在物體前後流體的壓強差上昇，使得壓差阻力變大。因此許多空氣動力學及水動力學的研究都在探討如何設計物體的表面及外形，以減緩邊界層的分離，盡可能使邊界層維持在物體的表面。由於紊流的邊界層受到逆压梯度的影響較小，因此許多物體會刻意讓表面不光滑，以產生紊流的邊界層，例如網球上的絨毛、高爾夫球上的凹孔、滑翔機上的擾流器等。輕型飛機上會有渦旋產生器來控制邊界層的分離，高迎角飛機（如F/A-18黃蜂式戰鬥攻擊機）的機翼會有前緣延伸面，也是為了類似的目的。
在邊界層分離時，物體表面的流體會反向流動。因此邊界層厚度會突然變厚，而且局部反向流動的流體會對物體施力。

## 逆压梯度

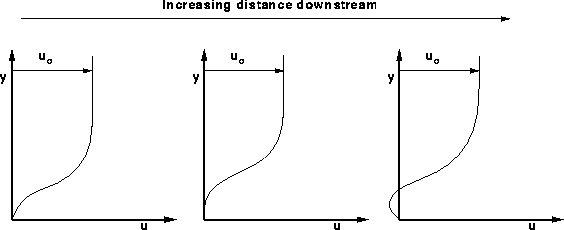
有關邊界層內的速度分佈，由左至右分別是沿著流線上游、中游及下游的速度分佈，第3張圖下方的速度已為負值，表示已出現邊界層分離的情形

反向流動主要是由於邊界層外的位流對邊界層施加的逆压梯度所造成。邊界層內沿著流線的動量方程式可以用下式來近似
{\displaystyle u{\partial u \over \partial s}=-{1 \over \rho }{dp \over ds}+{\nu }{\partial ^{2}u \over \partial y^{2}}}
其中{\displaystyle s,y}分別是流線的座標及和流線垂直的座標。
當{\displaystyle dp/ds>0}時，出現逆压梯度的現象，若逆压梯度夠大，會使得速度{\displaystyle u}沿著流線{\displaystyle s}減少，最後甚至可能變為零或負值。

## 影響邊界層分離的因素
邊界層是否會分離是依沿著表面的速度梯度{\displaystyle du_{o}/ds}分佈為正值或負值而定，依照微分形式的白努利定律，速度梯度和壓強梯度有關：
{\displaystyle \rho u_{o}{du_{o} \over ds}=-{dp \over ds}}
在分离点处，物面上速度梯度有：
{\displaystyle {{\left.{\frac {{\text{d}}u}{{\text{d}}s}}\right|}_{y=0}}=0} 并且 {\displaystyle {\frac {{{\partial }^{2}}u}{\partial x\partial y}}<0}
一般而言，要讓紊流邊界層分離所需{\displaystyle du_{o}/ds}的大小，會比層流邊界層下的{\displaystyle du_{o}/ds}要大，因此前者容許較快的流體減速，不會造成邊界層分離。
另一個與邊界層分離有關的是雷諾數，對於已知的速度梯度分佈{\displaystyle du_{o}/ds}，隨著雷諾數的提高，紊流邊界層的分离阻力會略為提高。相反的，層流邊界層的分离阻力不隨雷諾數而改變。

## 內流場的邊界層分離
內流場也會出現邊界層分離的情形，例如管路中的截面積突然變大就可能造成邊界層分離。邊界層分離的原因是在流體膨脹時會出現的逆壓梯度，因此原在原邊界層內產生一新的迴流流場分離。分隔迴流流場和管路中央流場的流線稱為分界流線（dividing streamline），當分界流線又貼近管路邊界時稱為再接觸點（reattachment point）。後續流場會達到一平衡狀態，此時就不會出現迴流或反向的流場。

## 邊界層分離的影響
邊界層分離一般會帶來不好的影響。
當邊界層分離時，其位移厚度會迅速增加，影響外面的位流及壓強場。若此情形出現在機翼上，壓強場的變化會讓壓差損失提高，若壓差損失增加太多，飛機出現升力喪失及失速等的情形。若是內流場，邊界層分離會增加流动损失，同時也會出現類似失速的情形，例如壓縮機的喘振（surge）。
邊界層分離的另一個影響是渦旋脫落，也就是卡門渦街。當渦旋開始脫離邊界的表面，渦旋會以固定的頻率離開邊界表面。渦旋的周期性脫落會使得附近的結構產生振動，當振動頻率接近共振頻率，會造成嚴重的結構破壞。

## 腳註
1. ↑  Anderson, John D. (2004), Introduction to Flight, Section 4.20 (5th edition)
2. ↑  Clancy, L.J., Aerodynamics, Section 4.14
3. 1 2  Wilcox, David C. Basic Fluid Mechanics. 3rd ed. Mill Valley: DCW Industries, Inc., 2007. 664-668.
4. ↑  Balmer, David. "Separation of Boundary Layers." School of Engineering and Electronics. 2 December 2007. University of Edinburgh. 12 March 2008 <http://www.see.ed.ac.uk/~johnc/teaching/fluidmechanics4/2003-04/fluids14/separation.html （页面存档备份，存于）>
5. ↑  Fielding, Suzanne. "Laminar Boundary Layer Separation." 27 October 2005. The University of Manchester. 12 March 2008 <http://www.maths.manchester.ac.uk/~suzanne/teaching/BLT/sec4c.pdf%5B%5D>.

## 外部連結
- Aerospaceweb-Golf Ball Dimples & Drag （页面存档备份，存于）
- Aerodynamics in Sports Equipment, Recreation and Machines – Golf – Instructor